# ياسوغي أوكامورا
ياسوغي أوكامورا (باليابانية: 岡村寧次؛ بالكانا: おかむら やすじ) هو عسكري ياباني، ولد في 15 مايو 1884 في طوكيو في اليابان، وتوفي بنفس المكان في 2 سبتمبر 1966.